# توفيق الشاوي
توفيق محمد إبراهيم الشاوي ولد في 15 أكتوبر 1918 بقرية الغنيمية مركز فارسكور دمياط وهو أحد الرعيل الأول لجماعة الإخوان المسلمين ممن رافقوا الإمام حسن البنا توفي في 8 أبريل 2009.

## تعليمه وعمله
- حصل على الشهادة الابتدائية بتفوق في دمياط ثم التحق بالمدرسة الثانوية بالمنصورة وحصل منها على الشهادة الثانوية وكان ترتيبه الثاني على القطر المصري
- التحق بكلية الحقوق بجامعة القاهرة وحصل على ليسانس الحقوق بتفوق وكان ترتيبه الثاني
- عُيِّن في النيابة في المنصورة
- لما فتح باب البعثات في عام 1945 م سافر إلى فرنسا لدراسة الدكتوراه في جامعة باريس، وحصل عليها في نهاية عام 1949 م ليعود إلى مصر، ويعيّن مدرسا بكلية الحقوق بجامعة القاهرة. (النظرية العامة للبحث في القانون الجنائي الفرنسي والمصري)[2]
- قبل سفره كان قد عُيِّن مدرسا مساعدا في الكلية التي حصل منها على الليسانس في عام 1941 م،
- ثم عُيِّن وكيلا للنائب العام لمدة سنتين قبل أن ينقل منها إلى الجامعة في عام 1944 م..
- في عام 1954 م أُبعد عن الجامعة مع عدد كبير من الأساتذة،
- استدعته الحكومة المغربية للتدريس في كلية الحقوق بجامعة محمد الخامس بالرباط،
- ثم انتقل منها إلى تدريس الفقه المقارن في جامعة الملك عبد العزيز بجدة،
- ثم أعيد لكلية الحقوق بجامعة القاهرة في عام 1974 م،
- بعد تقاعده استمر يعمل في المحاماة والاستشارات القانونية[3]

## عمله ودعوته
إلى جانب هذه المسيرة الطويلة كأستاذ جامعي فإن له دور كبير في طريق العمل للصحوة الإسلامية في جميع أنحاء العالم العربي والإسلامي.

## في المغرب العربي
في عام 1956 م كان المغرب وتونس قد أعلنتا استقلالهما، ودعاه أصدقاؤه من الوزراء المغاربة إلى مشاركتهم في إعداد النظم والقوانين الحديثة،
- عين قاضيا بالمحكمة العليا بالرباط عام 1959 م
- كأستاذ بجامعة الملك محمد الخامس
- ثم مستشارا بالمجلس الأعلى لمحكمة النقض المغربية
- ثم مستشارا قانونيا للبرلمان المغربي.

## في السعودية
- انتقل إلى المملكة العربية السعودية في عام 1965 م، حينما تعاقدت معه وزارة البترول كمستشارٍ قانونيّ لإدارة الثروة المعدنية في جدة. ثم عينه جلالة الملك فيصل عضواً بالمجلس الأعلى لجامعة الرياض.
- في عام 1966 م أعطاه الجنسية السعودية،
- كذلك عُيِّن أستاذا للقانون والفقه المقارن بكلية الاقتصاد بجامعة الملك عبد العزيز بجدة،
- واستمر يتعاون مع الأمير «محمد الفيصل» في مشروعه لإنشاء مدارس المنارات وإدارتها ابتداء من عام 1971، والاتحاد العالمي للمدارس العربية الإسلامية الدولية الذي أنشئ تحت إشراف منظمة المؤتمر الإسلامي وحكومة المملكة العربية السعودية عام 1976 م..
- وبأمر من الملك «فيصل» تعاون مع «تونكو عبد الرحمن» عندما كان الأمين العام لمنظمة المؤتمر الإسلامي في إعداد اتفاقية تأسيس البنك الإسلامي للتنمية،
- ثم شارك الأمير «محمد الفيصل» وأصدقائه من دعاة الاقتصاد الإسلامي في تأسيس بنك فيصل الإسلامي بالخرطوم والقاهرة،
- بقي عضوا بمجلس إدارة هذا البنك عشر سنوات، مما أدّى به إلى نشر ثلاث كتب عن الاقتصاد الإسلامي في التطبيق،
  - أولها كتابه عن تأسيس بنك فيصل الإسلامي ونظامه الأساسي،
  - ثانيها عن اقتصاد المستقبل ومحاولات إنشاء مؤسساته من عام 1960 إلى عام 1974 م[6]
  - وأخيرا كتابه عن بنك التنمية الإسلامي ونظامه الأساسي الذي شارك في إعداده من عام 1971 إلى 1974 م على أن القارئ سيجد قائمة بكتب الثقافة العامة والفكر الإسلامي التي نشرها المؤلف بالإضافة إلى أبحاثه القانونية التي نشرت له في مختلف مراحل حياته العلمية والعملية..

أما الكتب القانونية والعلمية وكتب الثقافة الإسلامية فهي ثمرة آراء جريئة وعناية خاصة تجمع قضايا الأمة الإسلامية وشعوبها جميعا وفي مقدمتها شعب فلسطين المجاهد.

## من أعماله
- شارك مع المرشدَيْن لجماعة الإخوان المسلمين عمر التلمساني ومحمد حامد أبو النصر برفع الدعوى 133 لسنة 32 قضاء إداري، وطالبوا بإلغاء قرار مجلس قيادة الثورة بحل الإخوان، واستمرت الدعوى في التداول حتى عام 1992 م حين قضت محكمة القضاء الإداري في 6/2/1992 م بعدم قبول الدعوى لعدم وجود قرار إداري بحل الإخوان، وقررت في حيثيات حكمها:
  - «أنه من حيث المستقر عليه فقهًا وقضاءً أنه يشترط لقبول دعوى الإلغاء أن يكون هناك قرارٌ إداري سواء أكان هذا القرار إيجابيًّا أو سلبيًّا فإذا انتفى مثل هذا القرار تعيَّن الحكم بعدم قبول الدعوى وإذا ثبت مما سلف ذكره أن ليس هناك قرارٌ سلبيٌّ يمنع جماعة الإخوان من مباشرة نشاطها، فمن ثم يتعين والحالة هذه القضاء بعدم قبول هذا الطلب لانتفاء القرار الإداري».
- وبناءً على ذلك الحكم فإن القضاءَ الإداري يقر بأنه ليس هناك قرارٌ يمنع الإخوان من ممارسة أنشطتهم ورغم ذلك قام الإخوان برفع دعوى استئناف لذلك الحكم ولم يحكم فيها إلى يومنا هذا، وهو حكمٌ يحتاج إلى قرار سياسي أكثر منه إجراء قانوني.[7]

## أهم مؤلفاته
- مؤلفات باللغة العربية

1. «مذكرات نصف قرن من العمل الإسلامي»
2. فقه الخلافة الإسلامية وتطورها لتصبح عصبة أمم للعلامة السنهوري - الناشر دار الرسالة - لبنان
3. الموسوعة العصرية للفقه الجنائي الإسلامي - الناشر دار الشروق - مصر
4. السنهوري من خلال أوراقه الشخصية	- الناشر دار الشروق - مصر
5. نصف قرن من العمل الإسلامي - الناشر دار الشروق - مصر
6. الفتن العصرية - الناشر دار الرسالة – بيروت
7. منافذ التجديد في الموسوعة العصرية للفقه الجنائي الإسلامي - الناشر الدار السعودية للنشر والتوزيع - السعودية
8. الشورى أعلى مراتب الديمقراطية - الناشر الدار السعودية للنشر والتوزيع - السعودية
9. فقه الحكومة الإسلامية بين السنة والشيعة
10. بنك فيصل الإسلامي
11. اعترافات كوبلاند - الناشر الدار السعودية للنشر والتوزيع - السعودية
12. فقه الشورى والاستشارة - الناشر دار الوفاء – مصر
13. سيادة الشريعة الإسلامية في مصر - الناشر الزهراء للإعلام العربي
14. الشرق الأوسط والأمة الوسط - الناشر الزهراء للإعلام العربي
15. اقتصاد المستقبل - الناشر الزهراء للإعلام العربي
16. قصص البنوك الإسلامية «البنك الإسلامي للتنمية» - الناشر الزهراء للإعلام العربي
17. كمين في بيروت – قصة - الناشر دار النشر والتوزيع الإسلامية - مصر
18. هندي في السجن الحربي- قصة - الناشر دار النشر والتوزيع الإسلامية - مصر
19. صمود الأزهر في الدفاع عن قيم الإسلام ومقدساته - الناشر دار النشر والتوزيع الإسلامية - مصر
20. فقه الإجراءات الجنائية - كلية الحقوق – جامعة القاهرة
21. جرائم الأموال - كلية الحقوق – جامعة القاهرة
22. المسئولية الجنائية في التشريعات العربية - معهد الدراسات العربية العالية
23. التشريع الجنائي في الدول العربية - معهد الدراسات العربية العالية
24. المبادئ الأساسية للتنظيم القضائي في البلاد العربية - معهد الدراسات العربية العالية
25. التعديلات التشريعية في قانون الإجراءات الجنائية - معهد الدراسات العربية العالية
26. حرمة الحياة الخاصة ونظرية عامة في التفتيش - الناشر منشأة المعارف - مصر
27. تعليقات على قانون الإجراءات الجنائية الجديدة في المغرب - دار الكتاب بالدار البيضاء
28. قضاء المجلس الأعلى المغربي في المسائل الجنائية	- دار الكتاب بالدار البيضاء

- مؤلفات باللغة الفرنسية

1. نظرية التفتيش باللغة الفرنسية طبعته جامعة القاهرة على نفقتها وقد نفذ.

## وفاته
- توفي يوم 8 أبريل 2009م عن عمر يناهز 91 عاما وتم تشييع جنازته بمسجد الفاروق بحي المعادي بالقاهرة[8]

## وصلات خارجية
- توفيق الشاوي على موقع أرشيف الشارخ.
- توفيق الشاوي..معالم في همة عالية، مدارك، إسلام أون لاين، 9 أبريل 2009 م
- توفيق الشاوى..مجاهد متعدد المواهب ـ د. عصام العريان، صحيفة المصريون، 12 أبريل 2009 م
- محاضرة في تأبين العلامة الدكتور توفيق الشاوي، د. سيد دسوقي
- توفيق الشاوي ، د. محمد عمارة، صحيفة المصريون